# Тейлорвілл (Індіана)
Тейлорвілл (англ. Taylorville) — переписна місцевість (CDP) в США, в окрузі Віго штату Індіана. Населення — 104 особи (2010).

## Географія
Тейлорвілл розташований за координатами 39°27′48″ пн. ш. 87°25′26″ зх. д. / 39.46333° пн. ш. 87.42389° зх. д. (39.463328, -87.423929).  За даними Бюро перепису населення США в 2010 році переписна місцевість мала площу 0,39 км², уся площа — суходіл.

## Демографія
Згідно з переписом 2010 року, у переписній місцевості мешкали 104 особи в 32 домогосподарствах у складі 24 родин. Густота населення становила 266 осіб/км².  Було 34 помешкання (87/км²).
Расовий склад населення:
| - 100,0 % — білих |

До двох чи більше рас належало 0,0 %. Частка іспаномовних становила 3,8 % від усіх жителів.
За віковим діапазоном населення розподілялося таким чином: 22,1 % — особи молодші 18 років, 65,4 % — особи у віці 18—64 років, 12,5 % — особи у віці 65 років та старші. Медіана віку мешканця становила 38,0 року. На 100 осіб жіночої статі у переписній місцевості припадало 103,9 чоловіків;  на 100 жінок у віці від 18 років та старших — 102,5 чоловіків також старших 18 років.
Цивільне працевлаштоване населення становило 7 осіб. Основні галузі зайнятості: освіта, охорона здоров'я та соціальна допомога — 100,0 %.